# 單皮層構造
單皮層構造是一種鐵路車輛的車身構造。

## 開發經過
初期的鋁合金車體也是與鋼鐵制車體一樣使用電弧焊接方式將支柱及外皮接合。不過，因為鋁合金的熱傳導性高及熔點低的關係，進行電弧焊接時所需的工藝要求極高。再加上當時的原材料費用昂貴的關係，其整體生產成本之高使其用家卻步。
受惠於鋁合金擠出加工大型材的生產技術進步，支柱及外皮結合成一件原材料以減少熔接的數量而成功減低車體的生產成本。

## 特徵
基本構造是將鋁合金擠出加工大型材的內側做出T字狀的突起部份以便熔接支柱或大梁。優點是使外殼一體化後使車體制造過程及結構簡單化，實現了輕量化及低價格的車體。
缺點是因為只是用一塊薄薄的外皮來支撐整體的結構，其輕量化程度受材料剛性而有所限制。加上其外皮的厚度關係，其保溫，防音性能均有不足。
為改善以上缺點，加上成功生產鋁合金擠出加工中空大型材，使雙皮層構造得以實現。